# Benjamin Markl

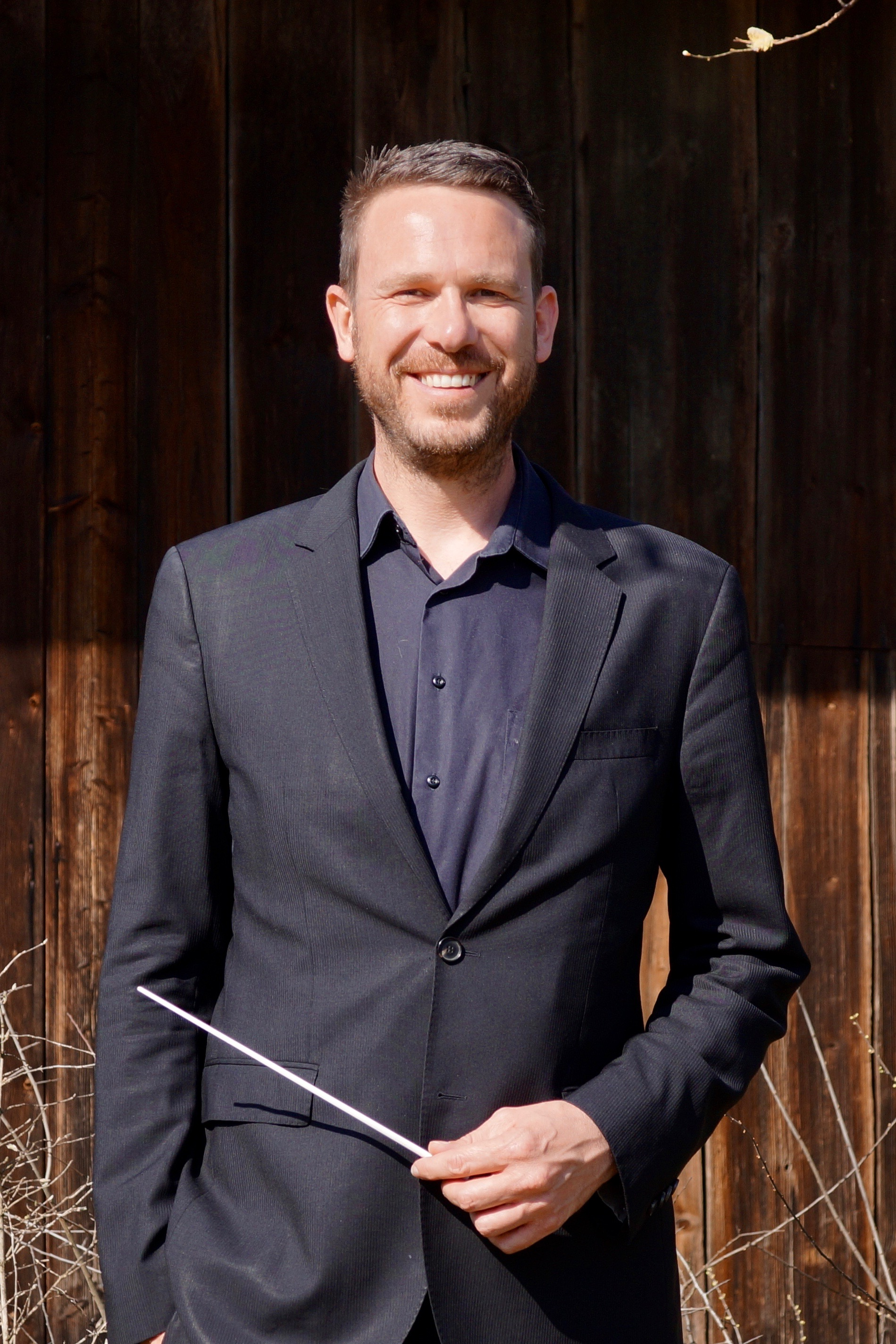
Benjamin Markl (2019)

Benjamin Markl (* 8. Juli 1979 in Neustadt im Schwarzwald) ist ein Dirigent, Musiker, Musikpädagoge und Wertungsrichter in Augsburg.

## Leben
Benjamin Markl begann seine musikalische Laufbahn im Schwarzwald, bevor er 2001 zum Studium der Elementaren Musikpädagogik und Hauptfach Trompete (künstlerisch und pädagogisch) bei Uwe Kleindienst an das Leopold-Mozart-Zentrum nach Augsburg ging. Nach Abschluss seines künstlerischen Diploms begann er 2006 bei Maurice Hamers, Blasorchesterleitung zu studieren, und machte im März 2013 seinen Masterabschluss mit dem Orchester der belgischen Luftwaffe. Sein Schwerpunkt ist Brassband-Musik, die er in Deutschland zu verbreiten versucht.
Weiter ist er als Musiker aktiv – unter anderem spielte er jahrelang im Sinfonischen Blasorchester Vorarlberg und in der 10er-Besetzung Blechzehn. Zuvor spielte er mehrere Jahre in der Concert-Band der Bayerischen Brass Band Akademie (3BA) als Flügelhornist, mit der er zweifacher Deutscher Meister und im Mai 2009 Europameister in der B-Section wurde. Danach wechselte er vom Notenpult ans Dirigentenpult.
Er hatte mehrere Jahre die Leitung der Jugendausbildung der 3BA inne und war Assistenz der künstlerischen Leitung gesamt.
Benjamin Markl ist einer der drei Gründer, die die Brass Band Schwaben im Sommer 2008 zum Leben erweckten und mit der er 2012 und 2014 Vizemeister in der Oberstufe bei den deutschen Brass-Band-Meisterschaften wurde und 2015 bei den German Open in Grimma in der Höchststufe gewann.
Markl hat sich im In- und Ausland einen Namen in der Blasorchester- und Brassband-Szene gemacht.
Aktuell hat er neben der musikalischen Leitung der Brassband Vorarlberg auch die musikalische Leitung der Brassband Rehetobel und dem Musikverein Harmonie Andelsbuch inne. Darüber hinaus ist er als Trompetenlehrer an unterschiedlichen Musikschulen aktiv und unterrichtet Dirigieren an der Musikschule Walgau (Österreich).
Er besuchte zahlreiche Meisterkurse, u. a. mit der Cory Band (Cardiff), der KMK (Assen) und weiteren namhaften Orchestern.
Mit seinen Formationen errang er zahlreiche nationale und internationale Titel bei unterschiedlichen Wettbewerben (u. a. European Brass Band Championship (Freiburg, Lille – FR), German Open, Flemish Open (Belgien), Butlins Mineworkers Contest (England)).

## Wettbewerbe mit einer Podiumsplatzierung (Stand 2. Februar 2024)
|  | Datum            | Wettbewerb                                        | Bandname                        | Position |
|  | ---------------- | ------------------------------------------------- | ------------------------------- | -------- |
|  | 22. Oktober 2023 | German Open (B-Section)                           | Woodshockers                    | 1        |
|  | Mai 2023         | Konzertwettbewerb Bregenzer Wald Stufe D          | Musikverein Harmonie Andelsbuch | 1        |
|  | 24. Oktober 2021 | German Open (B-Section)                           | Woodshockers                    | 2        |
|  | 21. April 2018   | Flemish Open Brass Band Championship (C-Section)  | 3BA Academy Band                | 3        |
|  | 14. Januar 2018  | Butlins Mineworkers (Youth Section)               | Bayerische Jugend Brass Band    | 1        |
|  | 15. Januar 2017  | Butlins Mineworkers (Youth Section)               | Bayerische Jugend Brass Band    | 1        |
|  | 13. Juni 2015    | German Open (Championship Section)                | Brass Band Schwaben             | 1        |
|  | 3. Mai 2015      | European Youth Championship (Development Section) | Bavarian Youth Brass Band       | 2        |
|  | 1. Juni 2014     | Deutsche Brass Band Meisterschaft (2nd Division)  | Brass Band Schwaben             | 2        |
|  | 1. Juli 2012     | Deutsche Brass Band Meisterschaft (Oberstufe)     | Brass Band Schwaben             | 2        |
|  | 22. Mai 2010     | Deutsche Brass Band Meisterschaft (Oberstufe)     | Brass Band Schwaben             | 3        |